# Engelbert II van Berg

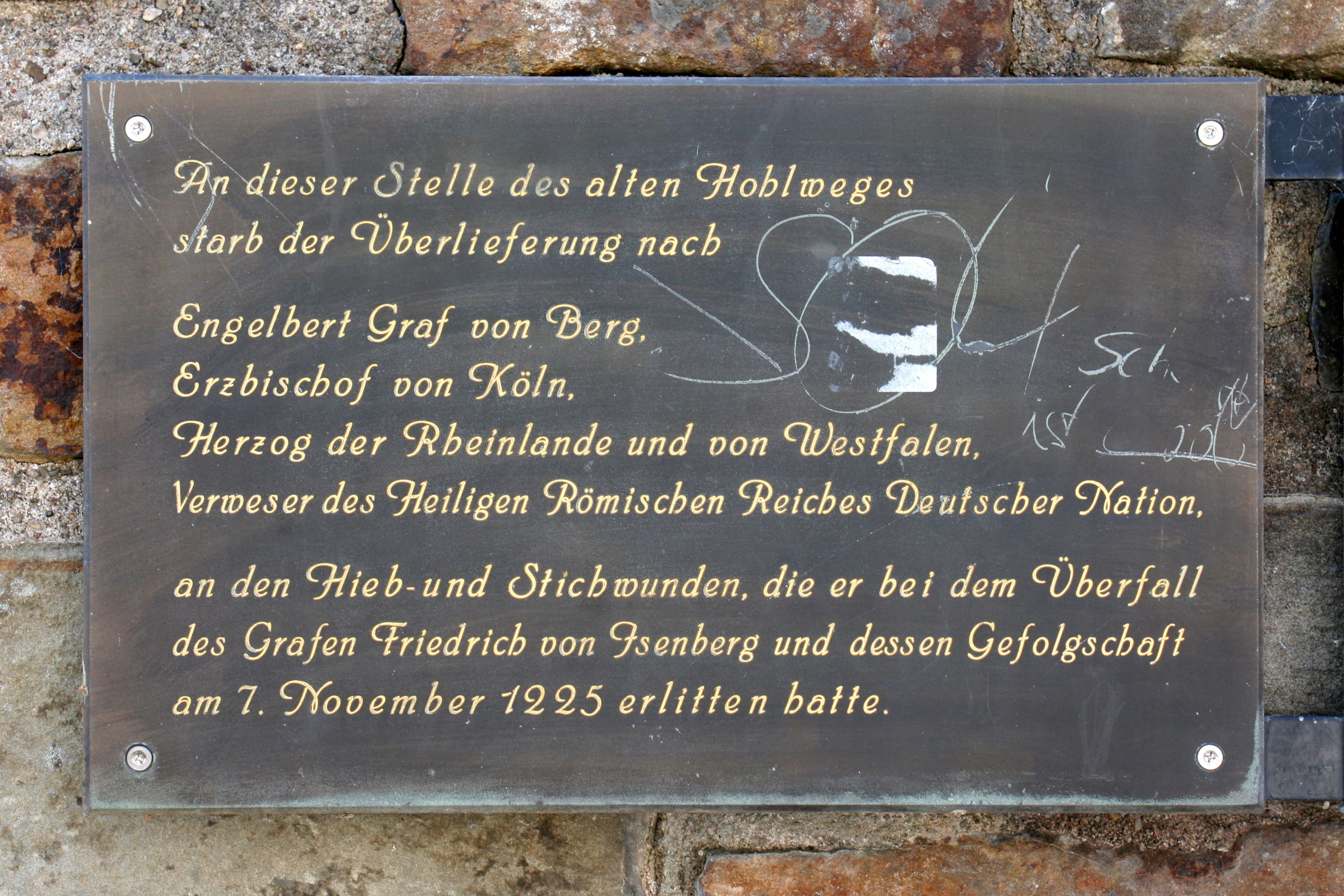
Gedenkbordje moordplek, Gevelsberg

Engelbert II van Berg (Schloss Burg, Solingen, 1185 - Gevelsberg, 7 november 1225), vanaf 1216 Engelbert I van Keulen, later ook wel Engelbert de Heilige genoemd, was een Duits geestelijke en staatsman uit de middeleeuwen. Hij was onder andere graaf van Berg, aartsbisschop en keurvorst van Keulen, en werd na zijn gewelddadige dood als heilige vereerd.

## Levensbeschrijving
Engelbert was een jongere zoon van graaf Engelbert I van Berg en Margaretha van Gelre en wordt om die reden aangeduid als Engelbert II van Berg. Terwijl zijn oudere broer Adolf zijn vader opvolgde als graaf van Berg, was Engelbert sinds 1199 proost in Keulen. Ook was hij domproost van Aken. Een benoeming tot bisschop van Münster in 1203 wees hij af, maar Engelbert werd toch in 1216 aartsbisschop van Keulen als Engelbert I van Keulen.
Toen in 1218 echter zijn broer Adolf III van Berg overleed voelde de hertog van Limburg zich gemachtigd hem op te volgen in Berg, omdat Irmgard, het enige kind van Adolf, gehuwd was met de latere Hendrik IV van Limburg. Engelbert won het pleit, onder meer dankzij zijn goede relaties met keizer Frederik II en na twee veldslagen, en werd zelf graaf van Berg.
Engelbert werd voogd van Hendrik, de minderjarige opvolger van Frederik II, en kroonde hem tot keizer in Aken in 1222. Aangezien Engelbert voogd bleef, werd hij de machtigste figuur in het Rijk. Toen de graaf van Steinfurt rondom 1226 zijn deel van de heerlijkheid Bredevoort aan hem verkocht en de graaf van Lohn zijn deel overgaf aan Otto I van Gelre de graaf van Gelre, begon de strijd om het gehele bezit van de heerlijkheid tussen Münsterland en Gelre. (Die strijd duurde twee eeuwen). Hij lag aan de basis van het verlenen van stadsrechten aan onder meer Wipperfürth, Attendorn, Brilon, Siegen, Werl en Herford, en geldt als stichter van het Aartskeulse territorium tussen Maas en Wezer (hertogdom Westfalen). Op 7 november 1225 werd hij nabij Gevelsberg, op terugweg van Soest naar Keulen, bij een overval door onder meer Frederik van Isenberg (een neef van Engelbert) vermoord. Alhoewel hij door velen als een heilige werd vereerd is hij nooit officieel heilig verklaard. Zijn feestdag is op 7 november.

## Nalatenschap

### Heiligverklaring
Al in september 1226 kreeg de bekende exempelschrijver en cisterciënzer monnik Caesarius van Heisterbach van de nieuwe aartsbisschop van Keulen, Hendrik I van Molenark, de eervolle opdracht tot het schrijven van een heiligenleven van Engelbert, de Vita, passio et miracula beati Engelberti Coloniensi archepiscopi. Caesarius heeft hier van 1226 tot 1238 aan gewerkt.

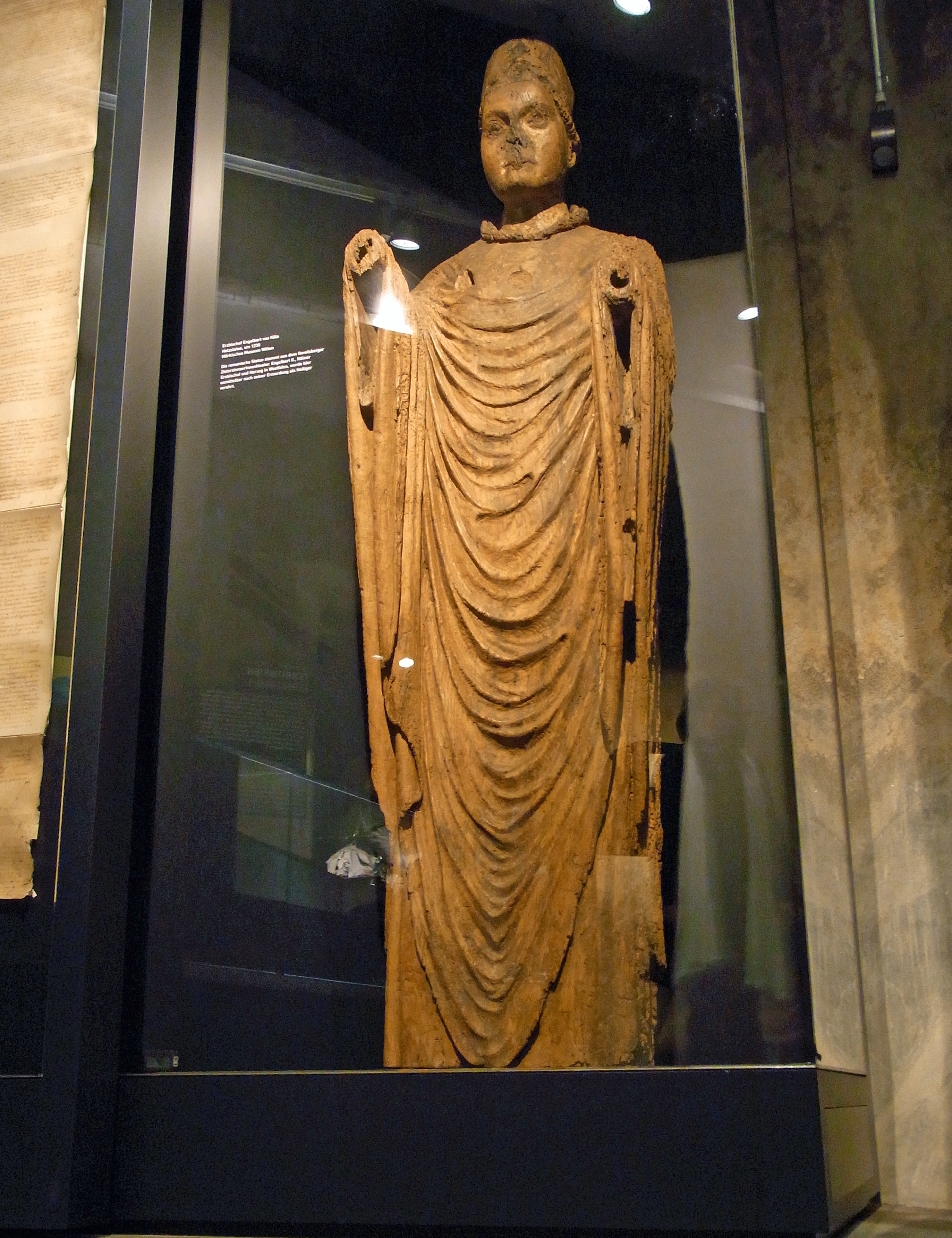
Heiligenbeeld, Essen
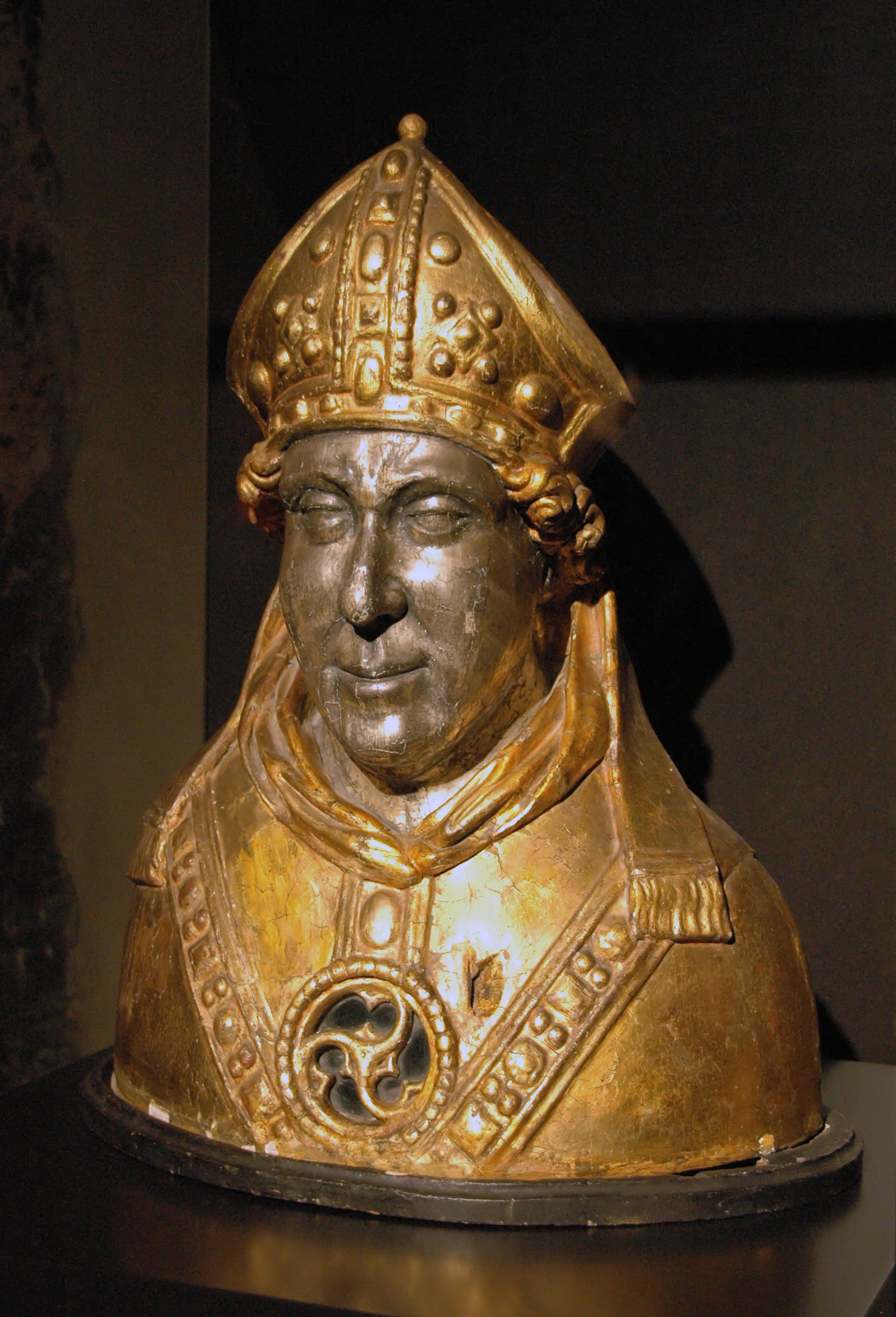
Reliekenbuste, Essen
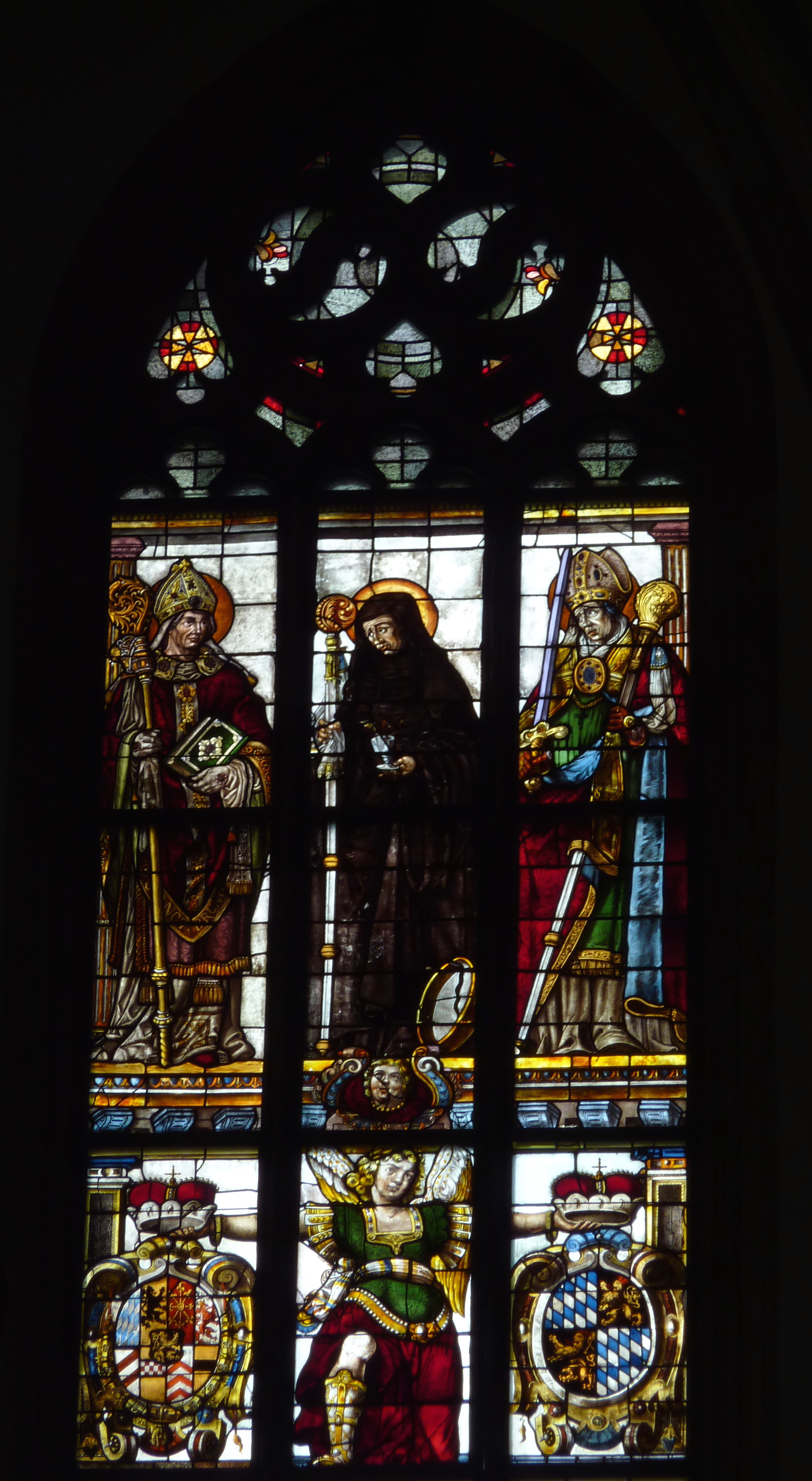
Glas-in-loodraam, Keulen
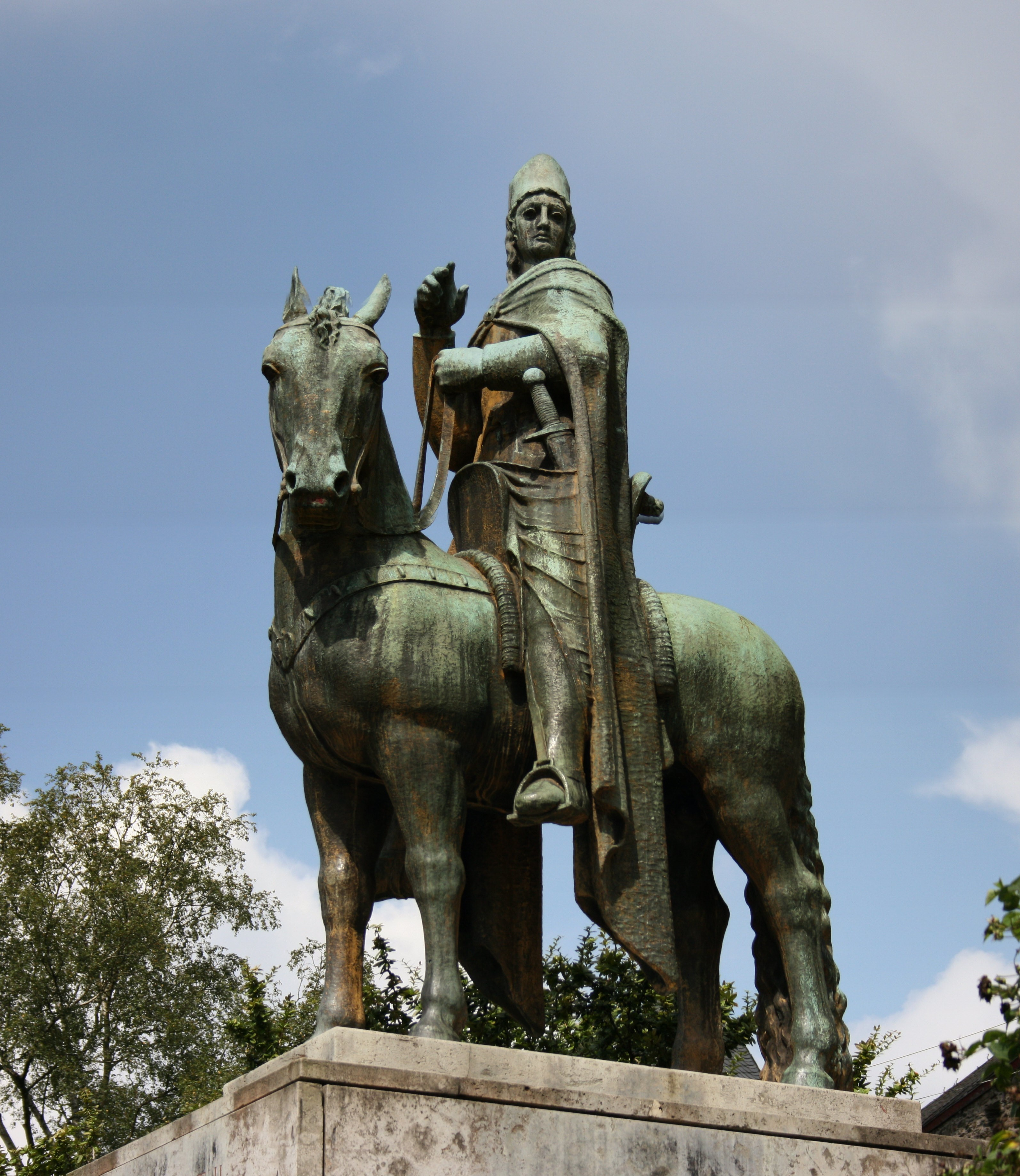
Ruiterstandbeeld Solingen

### Engelbertkerken

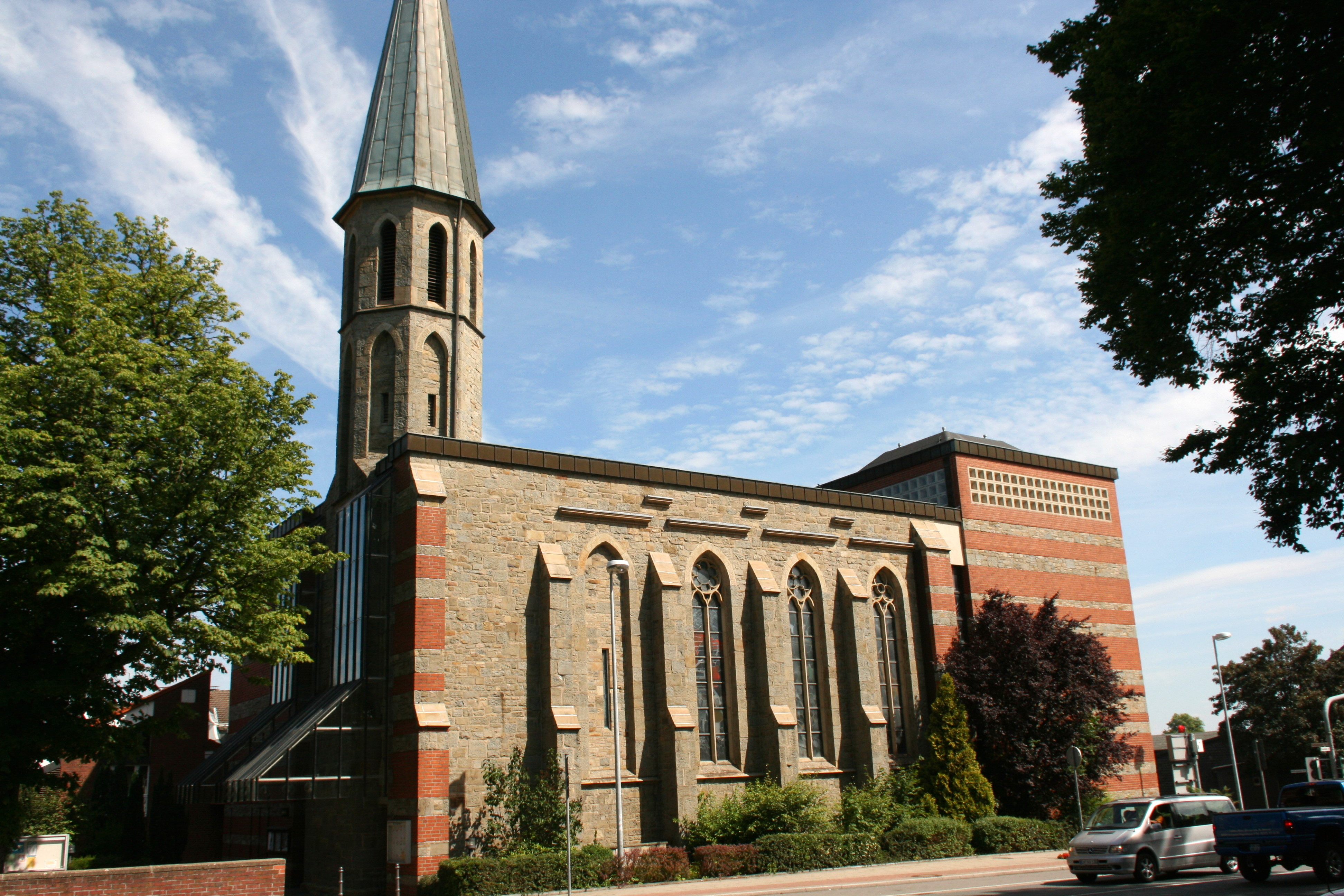
Gevelsberg
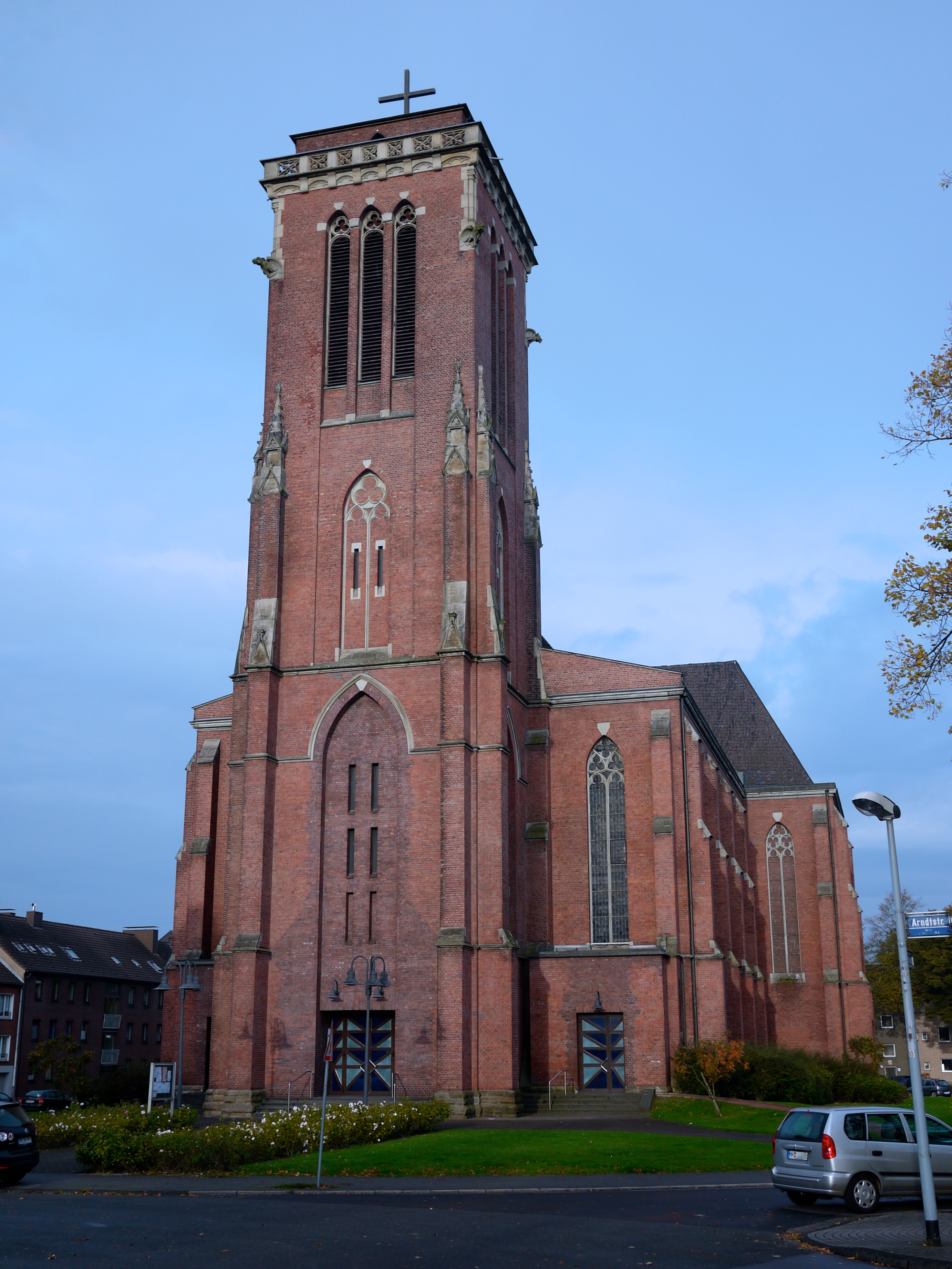
Mülheim
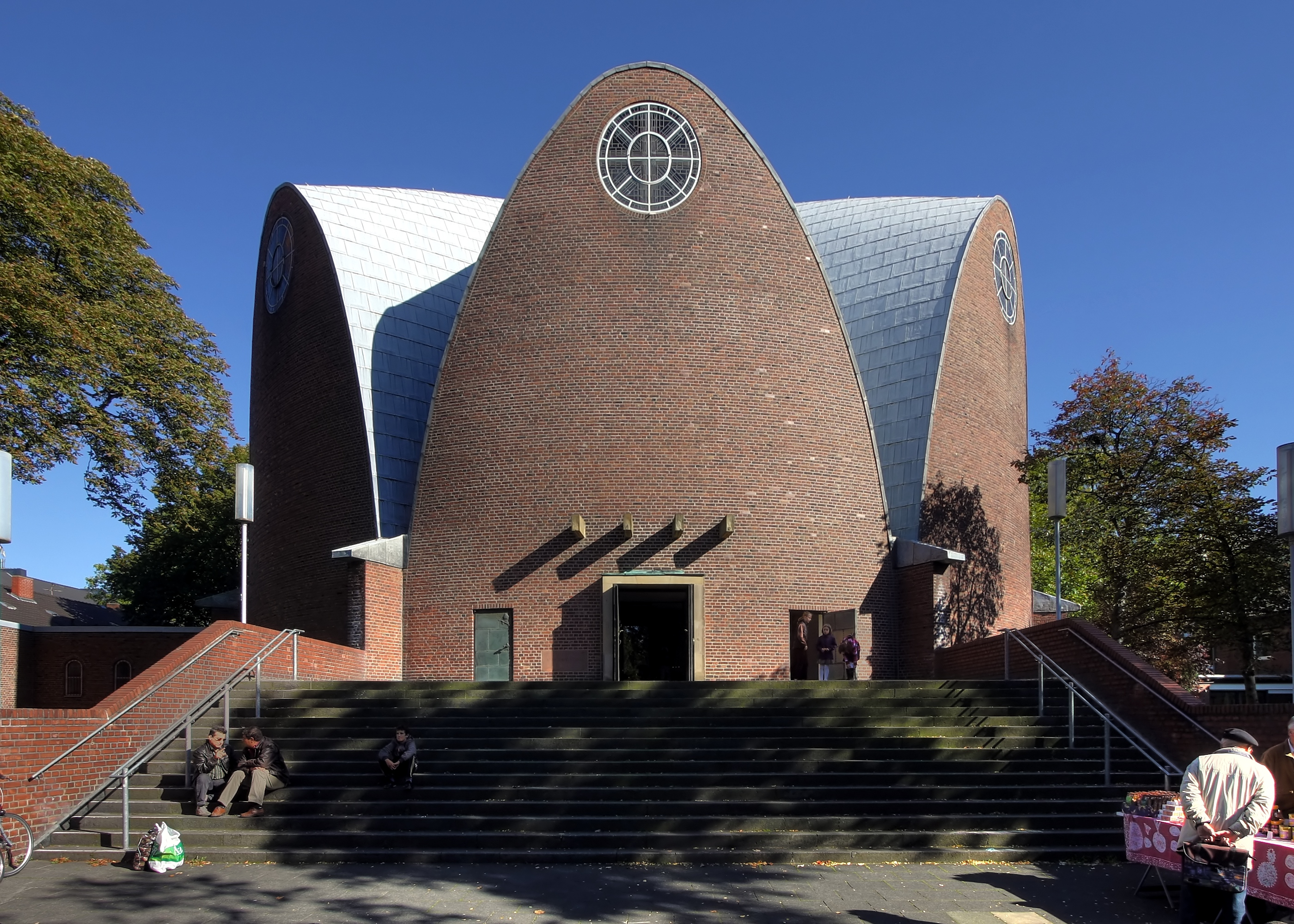
Keulen
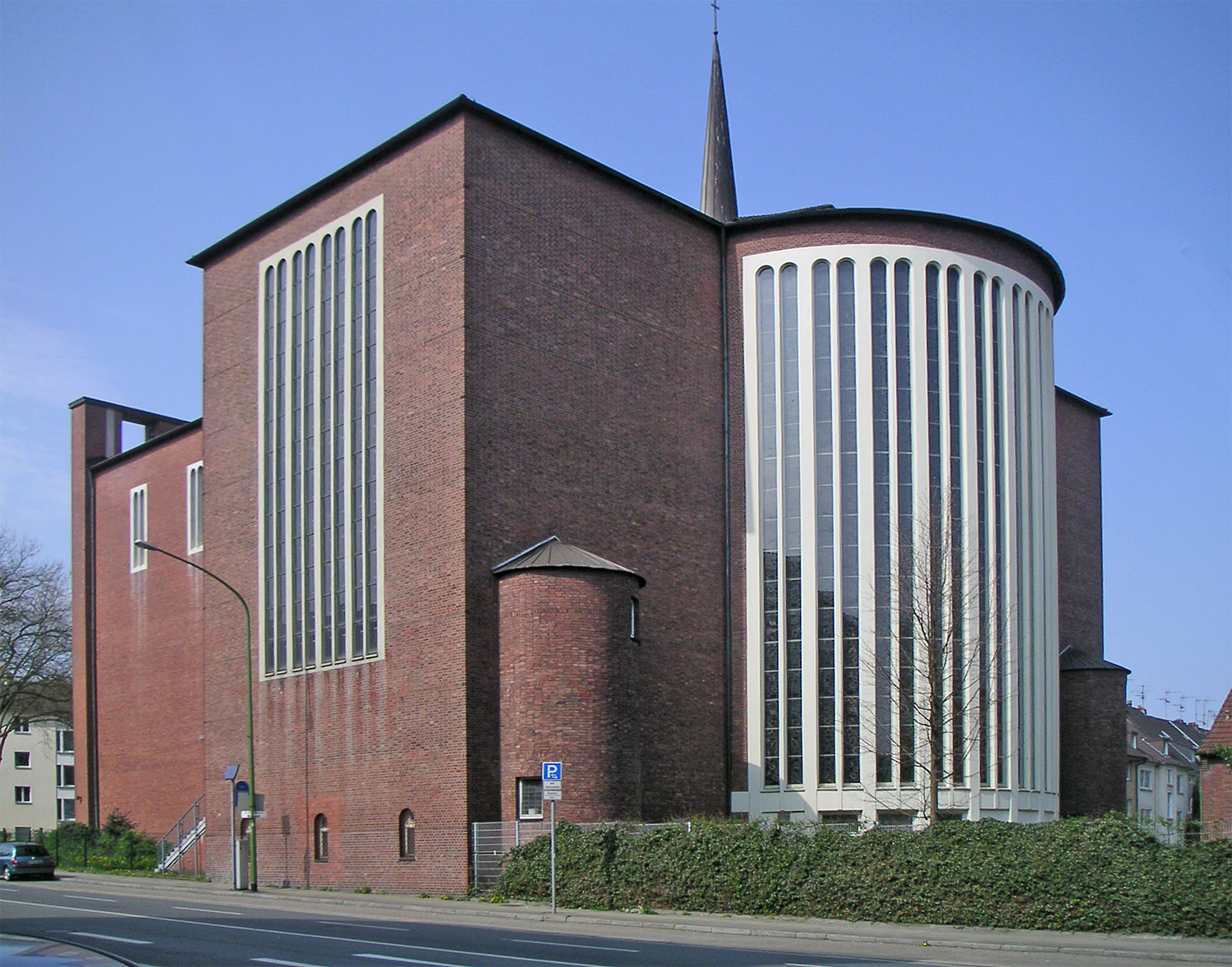
Essen